# Otter Creek (hrabstwo Dunn)
Otter Creek – miasto w Stanach Zjednoczonych, w stanie Wisconsin, w hrabstwie Dunn.